# Atletica leggera ai Giochi della XXII Olimpiade - 5000 metri piani

Video della Finale (telecronaca in spagnolo)

I 5000 metri piani hanno fatto parte del programma maschile di atletica leggera ai Giochi della XXII Olimpiade. La competizione si è svolta nei giorni 28-31 luglio 1980 allo Stadio Lenin di Mosca.

## Presenze ed assenze dei campioni in carica
| Competizione         | Atleta           | Prestazione | Mosca 1980    |
| -------------------- | ---------------- | ----------- | ------------- |
| Olimpiadi 1976       | Lasse Virén      | 13'24”76    | Rinuncia      |
| Africani 1978        | Yohannes Mohamed | 13'44”39    | Presente      |
| Commonwealth 1978    | Henry Rono       | 13'23”04    | Kenya assente |
| Europei 1978         | Venanzio Ortis   | 13'28”57    | Infortunato   |
| Coppa del mondo 1979 | Miruts Yifter    | 13'35”9     | Presente      |

1. ↑  Per il boicottaggio.
2. ↑  Sotto la bandiera dell'Etiopia.

## La gara
Il campione europeo, Venanzio Ortis non può partecipare perché infortunato.

Il campione olimpico uscente, Lasse Virén, è iscritto alla gara, ma non scende in pista dopo la delusione sui 10.000 (solo quinto).

La finale è una gara tattica. Nessuno si scopre fino all'ultimo giro; ciò favorisce l'etiope Miruts Yifter (primatista mondiale stagionale), dotato di un eccezionale cambio di velocità nel finale di gara.
A 300 metri dalla fine scatta l’irlandese Coghlan. Yifter lo riprende subito ed accelera il ritmo. Ai 200 metri l’irlandese viene superato anche dal tanzaniano Nyambui che si mette alla caccia di Yifter. Mancano 100 metri: ce la può fare. Ma l'etiope è in gran forma: si lancia verso il traguardo e vince l'oro.

Nello sprint per il terzo posto il finlandese Maaninka (argento nei 10.000 il 27 luglio) supera Coghlan.
All'età di 36 anni, Miruts Yifter è il più maturo vincitore dei 5000 metri alle Olimpiadi.

## Risultati

### Turni eliminatori
| 3 Batterie   | 28 luglio | 37 partenti    | Si qualificano i primi 7 + i 3 migliori tempi. |
| 2 Semifinali | 30 luglio | 12 + 12        | Si qualificano i primi 4 + i 4 migliori tempi. |
| Finale       | 31 luglio | 12 concorrenti |                                                |

### Finale
| Primatista mondiale   | 13'08"4 (1978) | Henry Rono    | Assente  |
| Primatista stagionale | 13'16"34       | Miruts Yifter | Presente |

1. ↑  Per il boicottaggio del suo Paese ai Giochi.
2. ↑  Ottenuto il 7 giugno.

| Pos | Paese     | Atleta           | Tempo        |
| --- | --------- | ---------------- | ------------ |
|     | Etiopia   | Miruts Yifter    | 13'20”91 min |
|     | Tanzania  | Suleiman Nyambui | 13'21”60 min |
|     | Finlandia | Kaarlo Maaninka  | 13'22”00 min |